# Manfred Wettler
Manfred Wettler (* 13. Juni 1941 in Zürich) ist ein Schweizer Psychologe mit dem Hauptarbeitsgebiet Kognitionspsychologie.

## Werdegang
Manfred Wettler studierte Psychologie mit den Nebenfächern Philosophie und Soziologie an der Albert-Ludwigs-Universität Freiburg und an der Universität Bern. 1968 promovierte er an der Universität Bern, 1977 habilitierte er sich ebenda. Von 1972 bis 1977 war er Leiter des Institutes für semantische und kognitive Studien in Lugano-Castagnola und an der Universität Genf. Von 1977 bis 1982 übernahm er eine Professur für Psychologie an der Kolumbianischen Nationaluniversität Bogotá. Ab 1989 bis zu seiner Pensionierung lehrte er als Professor für Kognitive Psychologie an der Universität Paderborn.

## Schriften
Wettler veröffentlichte zahlreiche Artikel; sein meistzitiertes Werk ist Sprache, Gedächtnis, Verstehen (Walter de Gruyter, 1980. ISBN 978-3-11-007971-5 ).